# Nyitraújlak
Nyitraújlak (szlovákul Veľké Zálužie, korábban Újlak) község Szlovákiában, a Nyitrai kerületben, a Nyitrai járásban. Zagárd puszta tartozik hozzá.

## Fekvése
Nyitrától 10 km-re nyugatra.

## Élővilága

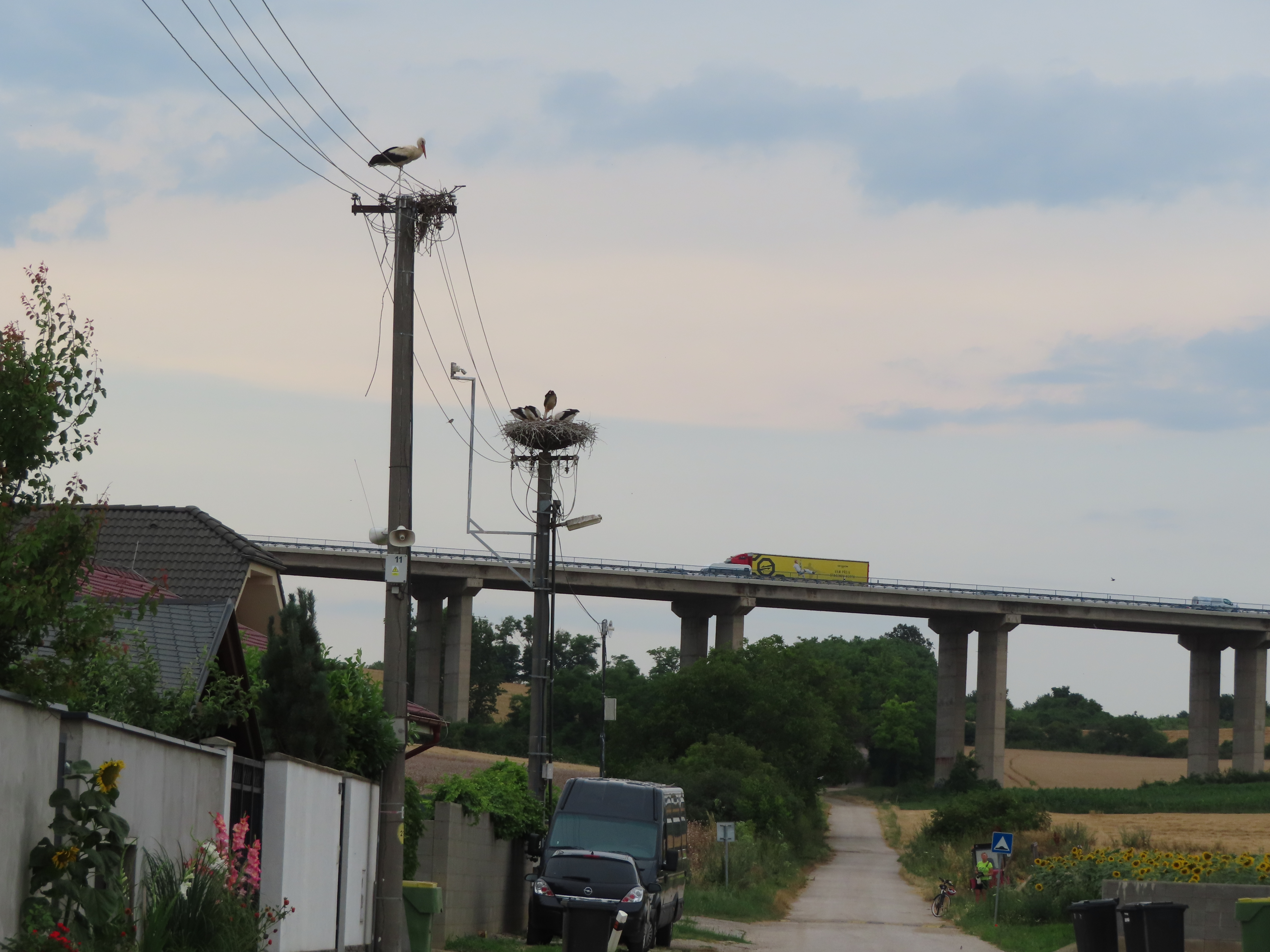
2023
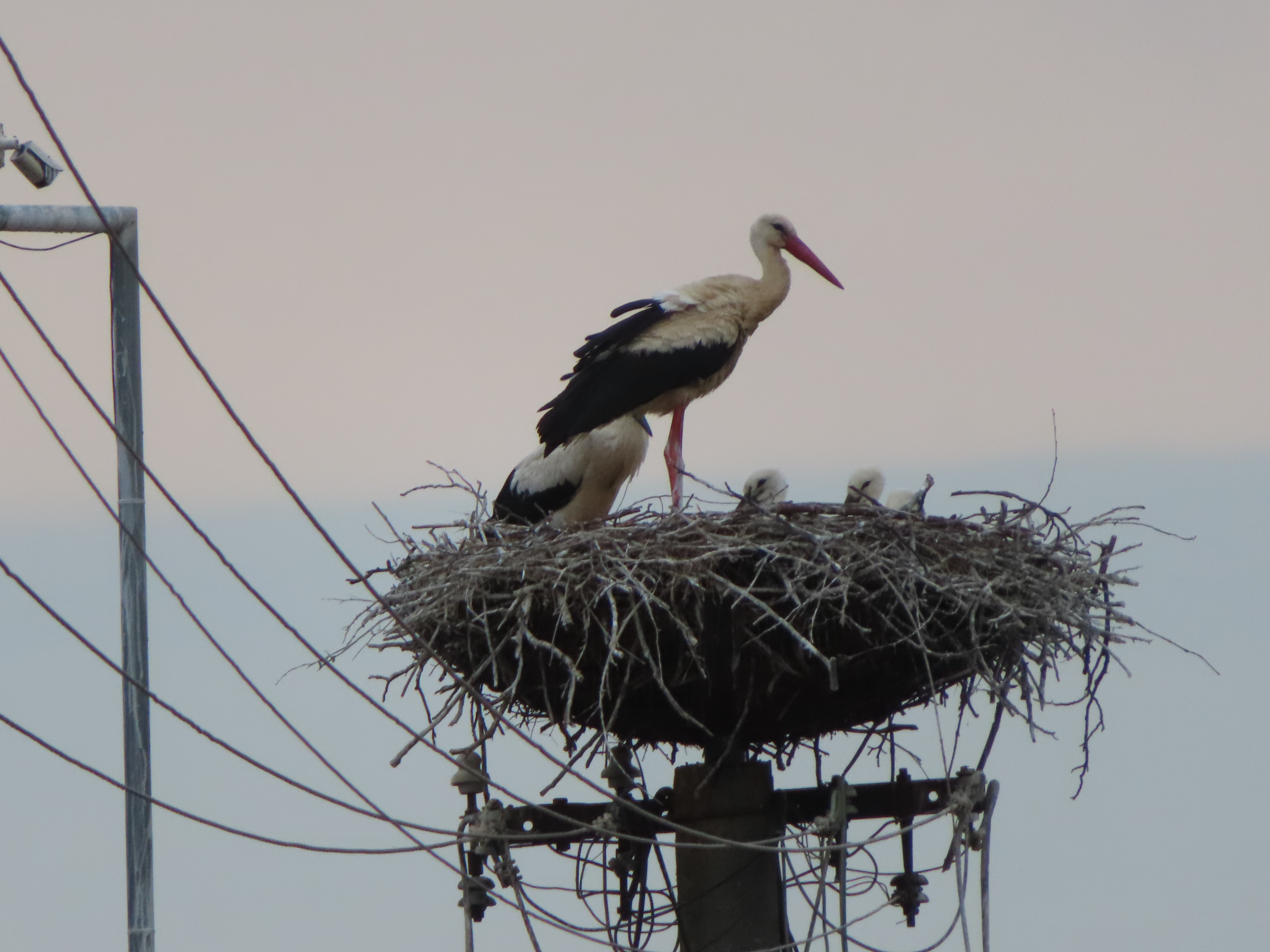

Nyitraújlakon van gólyafészek.

## Története
A régészeti kutatások szerint területén a 3. században település állt. Később szlávok telepedtek itt meg a Nagymorva Birodalom idején. A mai falu valószínűleg a 12. században keletkezett, első írásos említése "terra Wylak" néven 1261-ből származik. A 14. század elején Csák Máté birtoka, majd halála után 1321-ben a királyé lett. Plébániáját 1332-ben alapították, ekkor épült fel az első templom is a településen. 1349 és 1524 között a galgóci váruradalom része volt. 1526-ban II. Lajos királytól mezővárosi kiváltságokat és vámmentességet kapott. A 16.-17. században híres iskola működött itt. A Forgách család alatt a település gazdaságilag sokat fejlődött.
1623-ban Bethlen hadai itt táboroztak, melynek állítólag az ún. Bethlen kút őrizte emlékét. 1752-ben uradalmi szeszfőzde, sörfőzde és vizimalom működött a faluban. Forgách Miklós kastélyt is épített ide, mely gazdag könyvtárral és fegyvergyűjteménnyel rendelkezett. Később a kastély az Eszterházy családé lett. 1869-ben Újlaknak 1596 lakosa volt.
Vályi András szerint "ÚJLAK. Tót Mezőváros Nyitra Várm. földes Ura Gr. Forgách Uraság, a’ kinek jeles kastéllyával, szép fáczán kertyével ékesíttetik, lakosai katolikusok, fekszik Nyitrához 1 1/4 mértföldnyire. Jeles Könyvtárja is van itten az Uraságnak, ’s számos gazdasági épűletei. A’ szép istálló, melly 1794-dikben épűlt, 100 marhát könnyen magában foglalhat; nevezetes tovább a’ serház, őrlő malom, Rozsolio-ház, a’ setzka-metsző, és a’ vetni való eszköz, melly 100 R. forintba kerűlt; a’ pintze, sajtóház, vendégfogadó ’s a’ t. Szép példát mutatott néh. földes Ura a’ gazdasági előmenetelre nézve, a’ ki vidékjét mintegy kerté változtatta; határja szorgalmatos munka után jól termő, vagyonnyai külömbfélék."
Fényes Elek szerint "Ujlak, Nyitra m. tót m.v. fekszik egy domboldalban s völgyben, Nyitrától 2 órányira a posoni országutban. Táplál 1450 kath., 6 evang., 14 zsidó lak. Nevezetességei: a kath. paroch. templom; az egy angol kert közepén lévő urasági kastély, egy könyvtárral; s fegyveres gyüjteménynyel együtt; a rozsólis-gyár, melly igen hires italokat szolgáltat, s ezért olly kapós hogy nagyobb mennyiséget ritkán lehet benne találni. Van itt továbbá synagóga; pálinka- és sörfőzőház; vizimalom; s tehenészet, különös faju, hófejérségü s igen tejelő tehenekből összeállitva. Határa dombos, és középszerü; rétei jók; erdeje elég; bort is termeszt. F. u. gr. Forgách. Ut. post. Szered."
A trianoni békeszerződésig Nyitra vármegye Nyitrai járásához tartozott.

## Népessége
| Év:            | 1994. | 2004.   | 2014.   | 2024.   |
| -------------- | ----- | ------- | ------- | ------- |
| Emberek száma: | 3642  | 3974    | 4159    | 4320    |
| Eltérés:       |       | +9,11 % | +4,65 % | +3,87 % |

| Év:            | 2023. | 2024.   |
| -------------- | ----- | ------- |
| Emberek száma: | 4315  | 4320    |
| Eltérés:       |       | +0,11 % |

1880-ban 1675 lakosából 1430 szlovák és 53 magyar anyanyelvű volt.
1890-ben 1772 lakosából 1585 szlovák és 83 magyar anyanyelvű volt.
1900-ban 2057 lakosából 1897 szlovák és 59 magyar anyanyelvű volt.
1910-ben 2138 lakosából 1927 szlovák és 160 magyar anyanyelvű volt.
1919-ben 2261 lakosából 2140 csehszlovák, 47 magyar, 44 egyéb és 30 német nemzetiségű. Ebből 2181 római katolikus, 72 zsidó, 6 evangélikus, 1 református és 1 egyéb vallású.
1921-ben 2363 lakosából 2324 csehszlovák és 8 magyar volt.
1930-ban 2770 lakosából 2750 csehszlovák és 5 magyar volt.
1991-ben 3613 lakosából 3573 szlovák és 6 magyar volt.
2001-ben 3881 lakosából 3843 szlovák és 5 magyar volt.
2011-ben 4101 lakosából 3954 szlovák és 9 magyar.
2021-ben 4350 lakosából 4045 (+4) szlovák, 11 (+4) magyar, 1 (+7) cigány, 31 (+9) egyéb és 262 ismeretlen nemzetiségű volt.

## Neves személyek
- Itt hunyt el Forgách Miklós főispán.
- Itt hunyt el 1905-ben Esterházy János Mihály földbirtokos, genealógiai író, Esterházy János csehszlovákiai politikus apja.
- Itt született 1877-ben Machovich István vasokleveles gépészmérnök.[11]
- Itt született 1899-ben Esterházy Lujza író, fordító, a két világháború közötti csehszlovákiai magyar katolikus értelmiségi mozgalom egyik vezető személyisége, közéleti személyiség.
- Itt született 1901. március 14-én Esterházy János gróf,  politikus, országgyűlési képviselő. A gróf a kommunista hatóságok üldöztetése következtében börtönben halt meg.
- Itt született 1876-ban Salgó-Weisz Károly főszerkesztő, laptulajdonos.
- Itt született Danka Srnková, született Tomanková, a Szlovák Nemzeti Színház színésznője.
- Itt szolgált Boltizár József (1821-1905) magyar római katolikus pap, esztergomi segédpüspök.
- Itt tanított Atovich Ferenc (1873) tanító, nyelvész, népdalgyűjtő.

## Nevezetességei

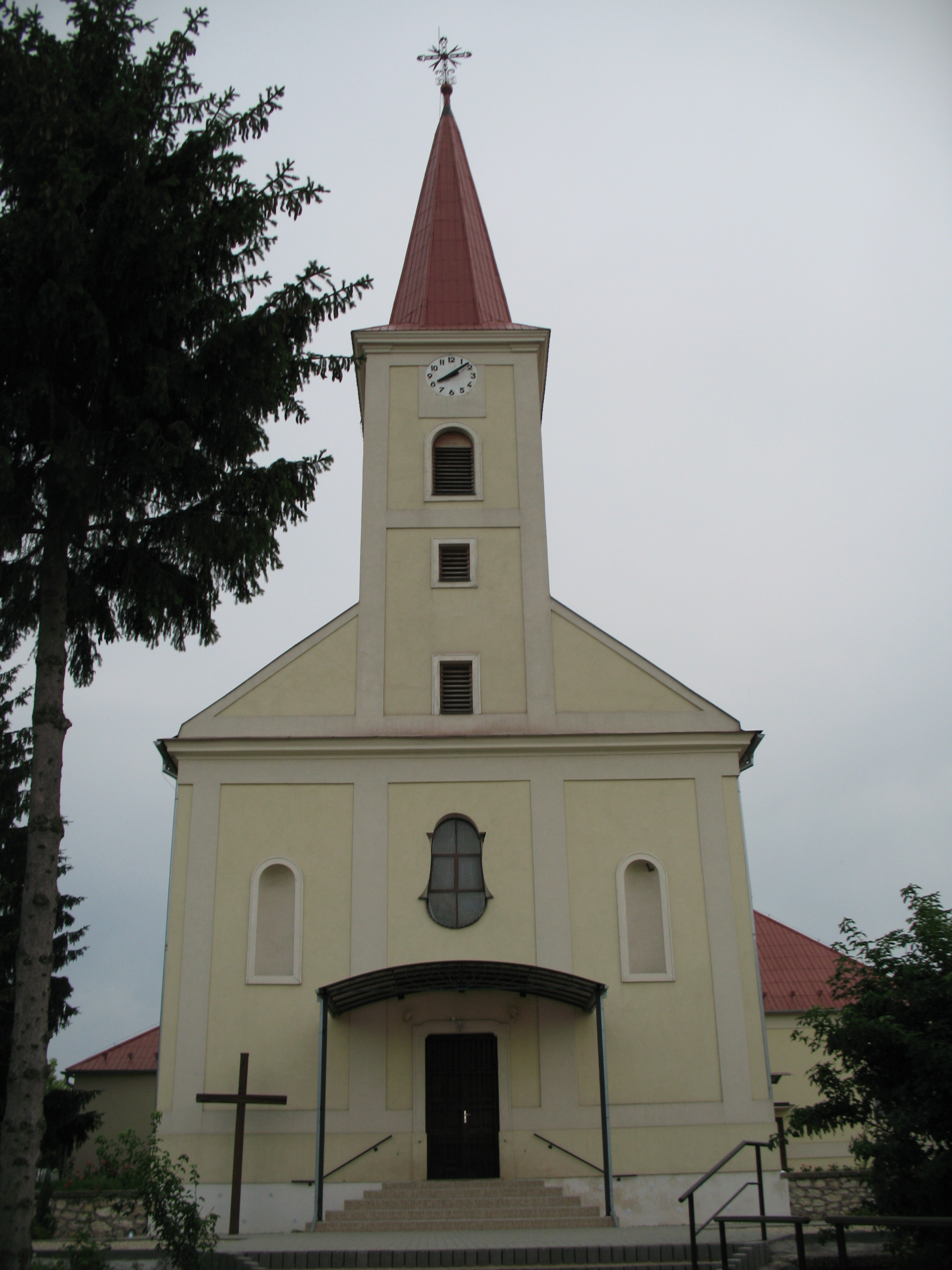
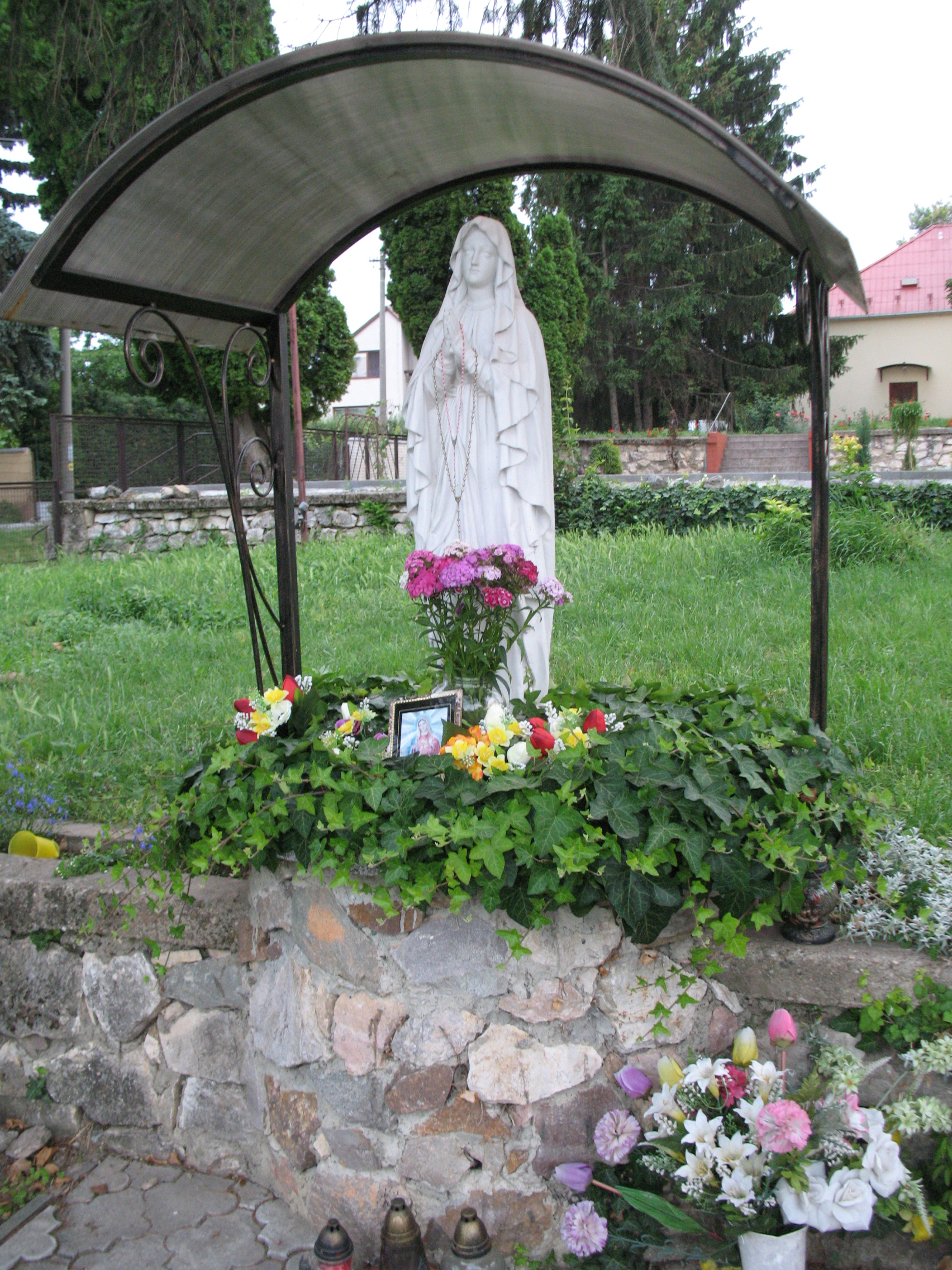
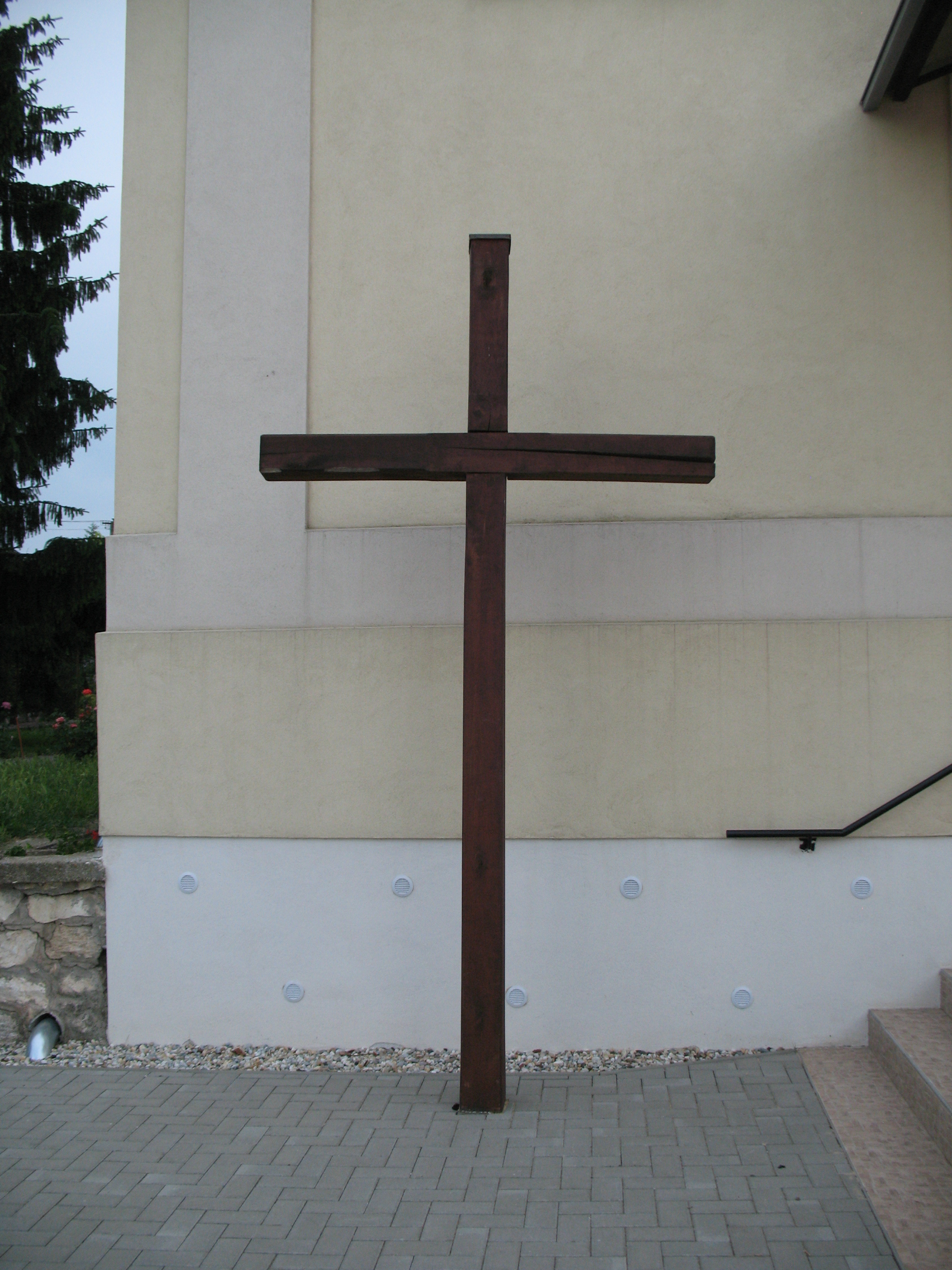
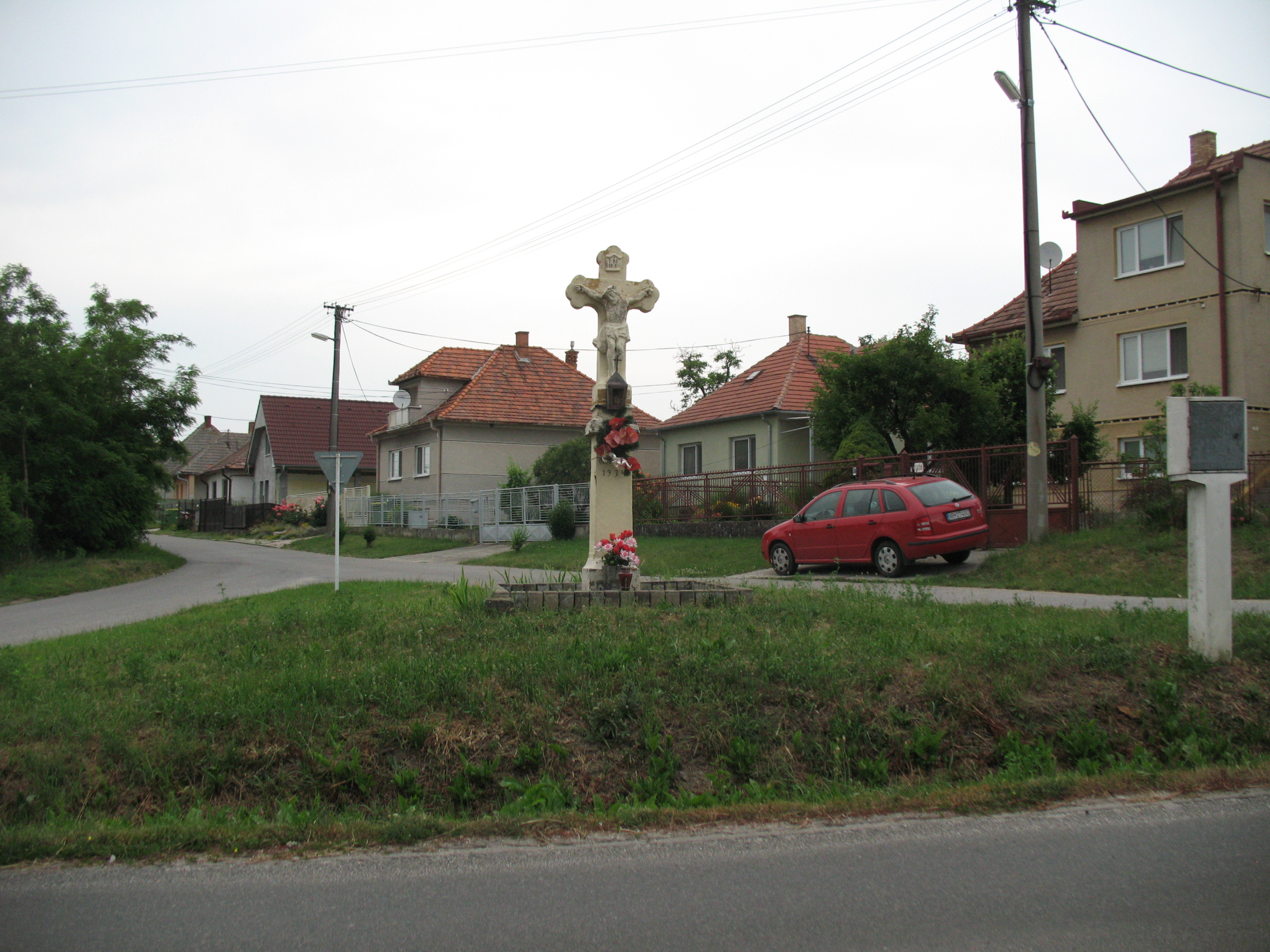
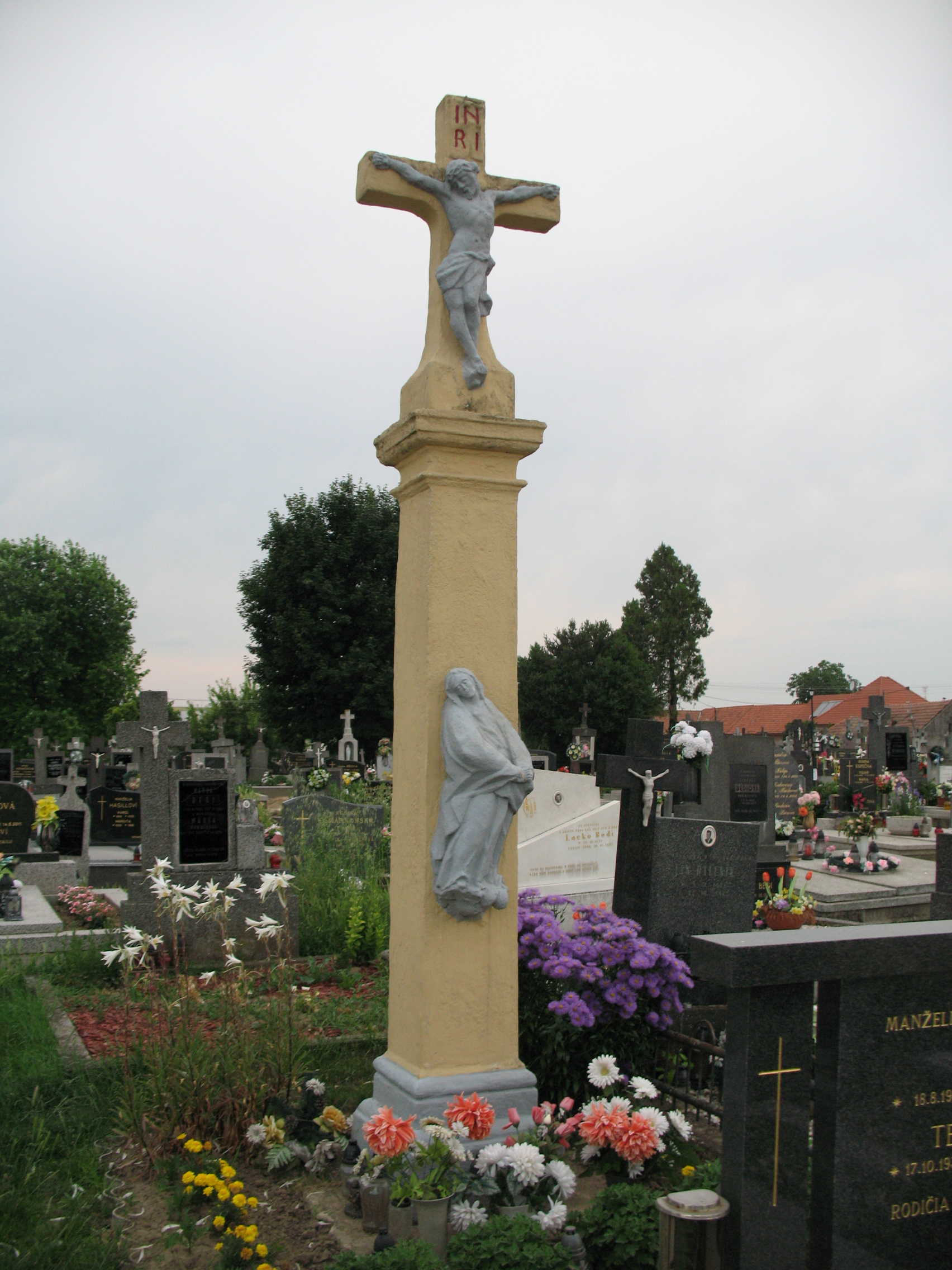
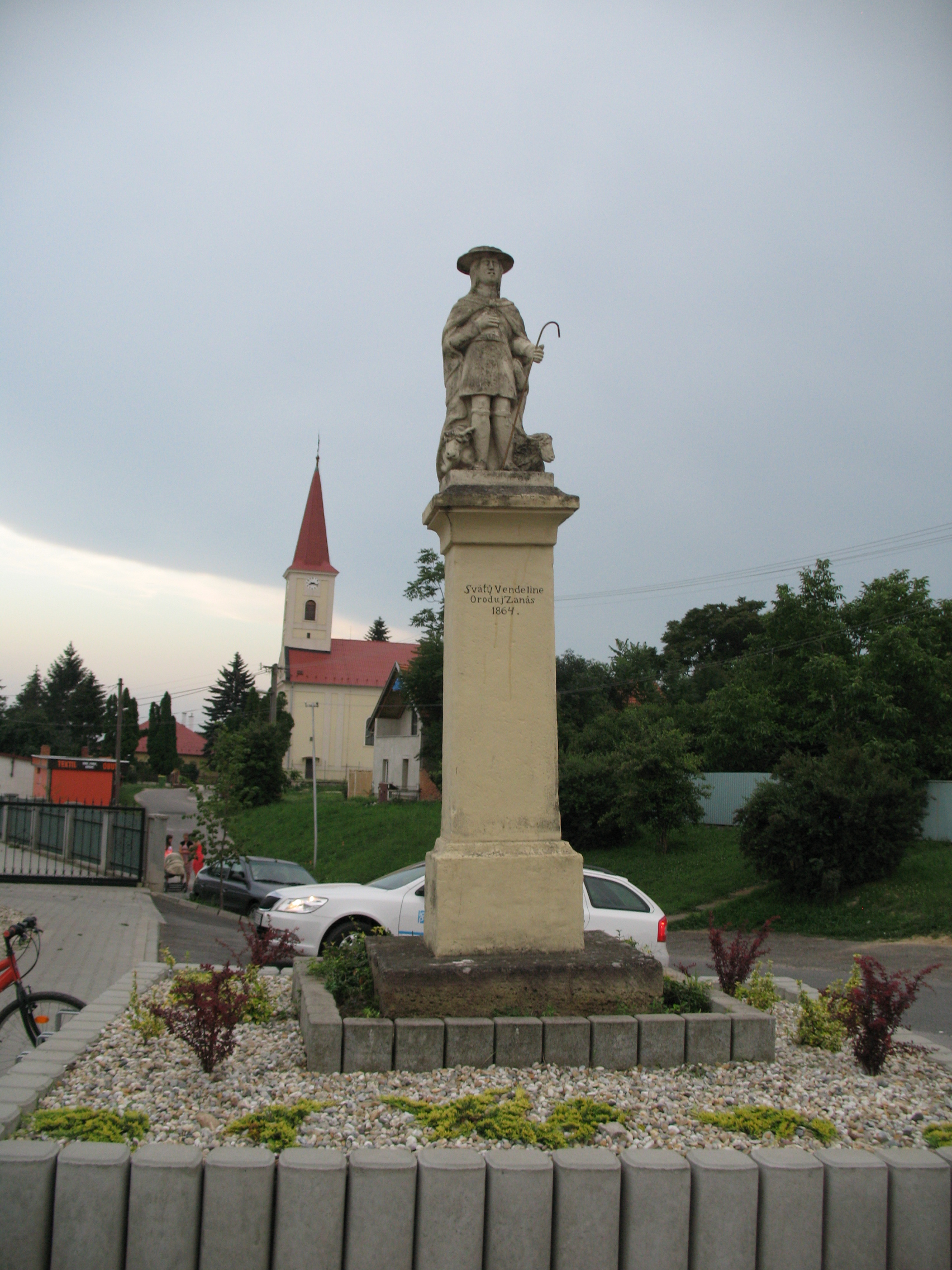
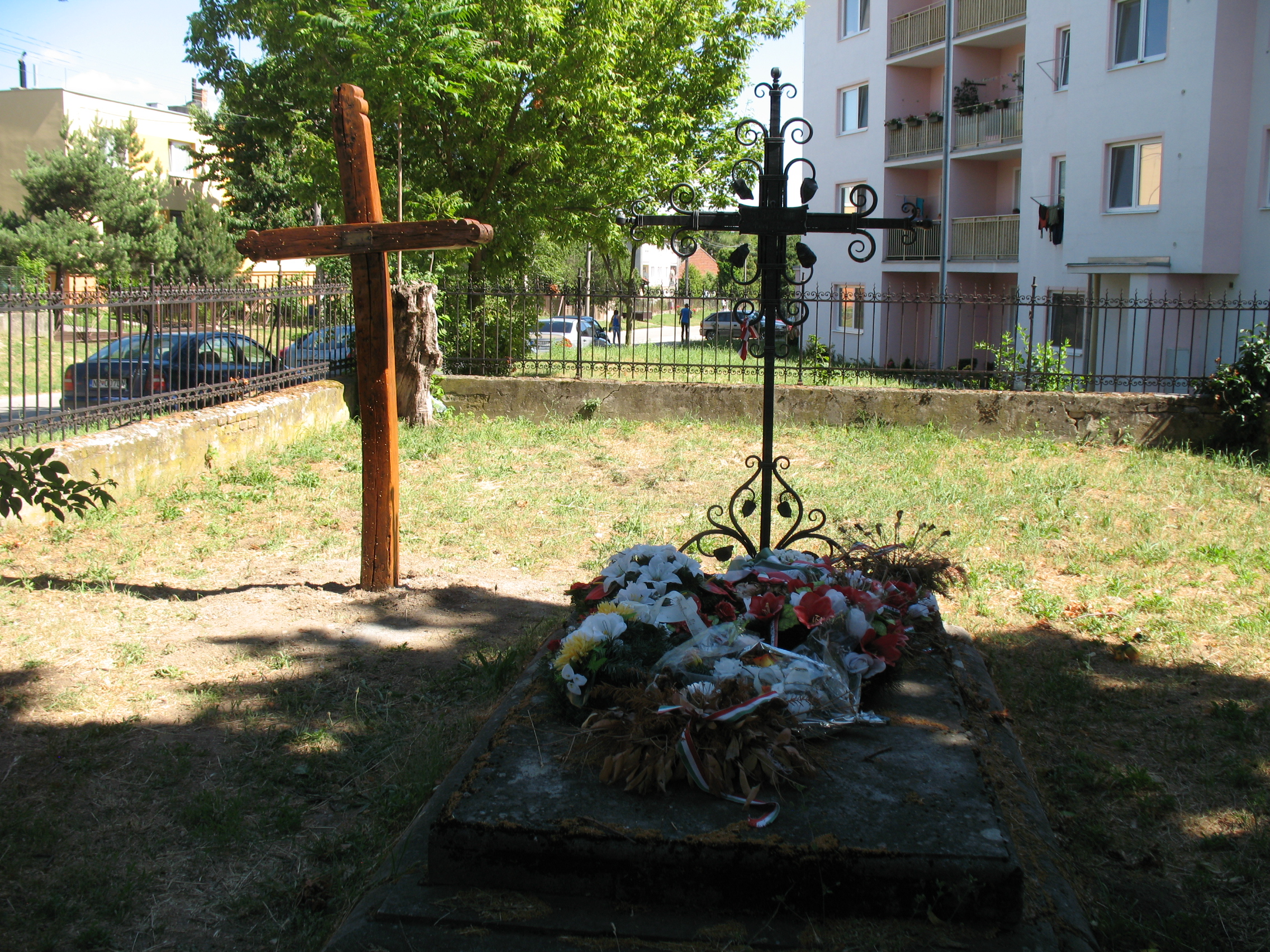
Esterházy János síremléke

- Eszterházy-kastélyát a 18. században a Forgách család építtette, 1761 előtt. Peter Keresteš 1756 elé teszi az építésének kezdetét.[12] A kétemeletes U alakú épületet 1869-ben az Eszterházy család szerezte meg. Értékes berendezése, könyvtára, fegyvergyűjteménye a második világháború során megsemmisült.
- A mai Mindenszentek tiszteletére szentelt római katolikus temploma 1769-ben épült barokk-klasszicista stílusban. 2003 és 2005 között restaurálták, belsejét újra kifestették. Főoltára 18. századi. Sírboltjában a Forgách és Eszterházy család tagjai nyugszanak.

## Külső hivatkozások
- Hivatalos oldal
- Községinfó
- Nyitraújlak Szlovákia térképén
- E-obce.sk[halott link]